# Jean-Claude Killy
Jean-Claude Killy (født 30. august 1943 i Saint-Cloud, Frankrig) er en tidligere fransk alpin skiløber, der ved OL i Grenoble 1968 vandt hele tre guldmedaljer, og dermed blev legenes helt store stjerne. Guldmedaljerne kom i henholdsvis, slalom, storslalom og styrtløb.
Killy voksede op i Val d'Isére.
Udover OL-triumferne vandt Killy også den samlede alpine World Cup i både 1967 og 1968. Udover skisport var Killy også aktiv i motorsport, og deltog blandt andet flere gange i det prestigefyldte Dakar Rally.